# ووتسکایا اورادا
ووتسکایا اورادا (انگلیسی: Votskaya Urada) یک شهرک در شهرستان یانائولسکی استان باشقیرستان کشور روسیه است.